# Goljak Klanječki
Goljak Klanječki – wieś w Chorwacji, w żupanii krapińsko-zagorskiej, w mieście Klanjec. W 2011 roku liczyła 71 mieszkańców.